# Walter Freeman
Walter Jackson Freeman II (Filadélfia, 14 de novembro de 1895 — São Francisco, 31 de maio de 1972) foi um médico norte-americano. Ele é lembrado principalmente por ter sido um prolixo lobotomista e um apoiante da psicocirurgia.
Freeman nasceu em Filadélfia numa família rica e distinta. O seu pai foi um médico bem sucedido e o seu avô, William Keen, foi o presidente da Associação Médica Americana. Freeman licenciou-se na Universidade de Yale e na escola médica da Universidade da Pensilvânia.

## Carreira
Freeman realizou cerca de 3500 lobotomias, a maior parte delas com muito pouca base científica, mas popularizou de forma significativa a lobotomia como forma legítima de psicocirurgia. Neurologista sem qualquer formação cirúrgica, inicialmente trabalhou com vários cirurgiões, incluindo James W. Watts. Em 1936, Freeman e Watts tornaram-se nos primeiros americanos a realizar a lobotomia pré-frontal através de craniotomia numa sala de operações.
Procurando um método mais rápido e menos invasivo de realizar a operação, Freeman inventou um aparelho que possibilitava a lobotomia transorbital. Este aparelho no início era literalmente um picador de gelo introduzido, martelado com um martelo de borracha, por detrás do globo ocular até ao cérebro. Este aparelho possibilitou a Freeman realizar lobotomias de uma maneira muito rápida, fora de uma sala de operações e sem a assistência de um cirurgião. Com o passar dos anos, o picador de gêlo deu lugar a um instrumento criado de propósito para a operação chamado leucotomo. Em 1948 Freeman desenvolveu uma nova técnica que consistia em girar o leucotomo num movimento ascendente após a inserção inicial. Este procedimento colocavo o instrumento numa grande tensão e num caso resultou na ruptura do instrumento dentro do crânio do paciente. Como resultado desse acidente, Freeman desenhou um novo leucotomo, mais forte, chamado Orbitoclast.
Freeman iniciou então uma campanha nacional numa carrinha chamada “Lobotomóvel” demonstrando a sua técnica a médicos que trabalhavam em hospitais psiquiátricos estaduais. Nesses anos os hospitais psiquiátricos encontravam-se sobrelotados e não possuíam tratamentos eficazes. Freeman viu a sua lobotomia transorbital como um meio para retirar um grande número de pacientes dos hospitais.
A “lobotomia com picador de gelo” foi, de acordo com Ole Enersen, realizada por Freeman “com uma imprudência que roçava a loucura, viajando pelo país como um evangelista ambulante”. “Na maioria dos casos”, continuou Enersen “Este procedimento não era mais que uma grosseira e injustificada mutilação realizada por um zelota”.
A mais famosa doente de Freeman foi Rosemary Kennedy, irmã de John F. Kennedy a qual ficou inválida aos 23 anos como resultado da operação. Outro dos seus pacientes, Howard Dully escreveu um livro My Lobotomy no qual conta a sua experiência com Freeman e a sua lenta recuperação de uma lobotomia.
Com o advento de drogas anti-psicóticas, principalmente a Torazina, em meados dos anos 50, a lobotomia foi sendo gradualmente abandonada e substituída pelas novas drogas tarapêuticas, Freeman viu a sua reputação cair rapidamente. A sua licença médica foi revogada quando um dos seus pacientes morreu durante uma lobotomia. Freeman continuou a conduzir o seu “Lobotomóvel”, visitando os seus antigos pacientes até à sua morte por cancro em 1972.